# Jezioro Krutyńskie
Jezioro Krutyńskie – jezioro na Pojezierzu Mrągowskim (części Pojezierza Mazurskiego), na północ od wsi Krutyń w województwie warmińsko-mazurskim, w powiecie mrągowskim, w gminie Piecki. Rezerwat przyrody.
Na zachodzie znajduje się dopływ z Jeziora Mokrego, na południu wypływa z jeziora rzeka Krutynia, która jest najpopularniejszym szlakiem kajakowym na Mazurach, jednym z najatrakcyjniejszych Polsce. Prowadzi przez kilkanaście jezior połączonych krótkimi rzekami (strugami). Niektóre odcinki posiadają osobne nazwy, lecz mimo tego całość jest zwykle określana wspólną nazwą Krutynia.